# Manuel Ordovás González
Manuel Ordovás González (9 de desembre de 1912, Madrid - 16 d'abril de 1999, Madrid) fou un militar espanyol de l'arma de l'arma de Cavalleria que assolí el grau de general de brigada. Essent tinent s'aixecà contra el govern de la Segona República Espanyola el 1936 a Mallorca. Els primers mesos de la Guerra Civil participà en la formació de les milícies falangistes, en la repressió de membres i simpatitzants del Front Popular i en la defensa contra el desembarcament de Mallorca per part de tropes republicanes. Durant la dictadura franquista participà en els jocs olímpics de Hèlsinki el 1952 en la categoria salts d'obstacles d'hípica, assolint la posició desena. El 1970 presidí el consell de guerra de Burgos contra membres d'ETA per l'assassinat del policia Melitón Manzanas.

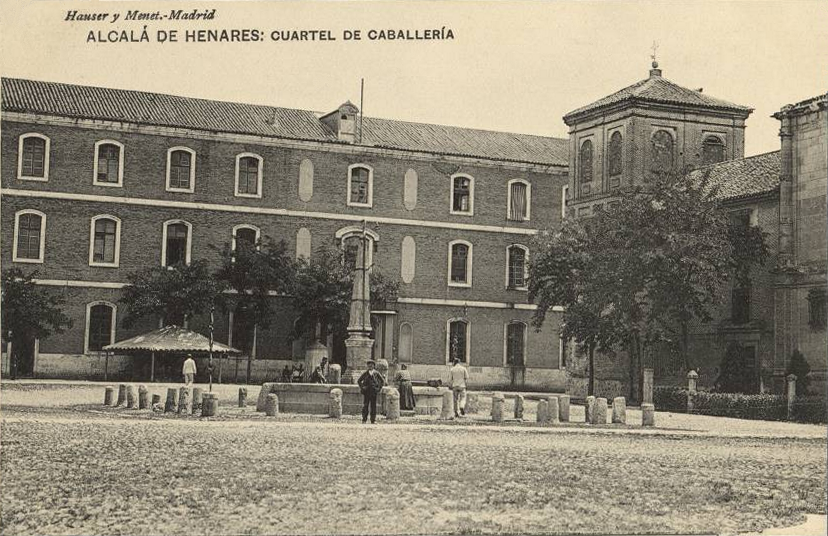
Quarter de Cavalleria del Príncep, dit de san Diego, a Alcalà de Henares cap el 1912

Formà part, quan era tinent, dels anomenats Jinetes de Alcalá, un grup de 29 militars de l'arma de Cavalleria adscrits als regiments de Caçadors Calatrava, núm. 2, i de Villarrobledo, núm. 3, destinats a Alcalá de Henares que a finals de juny de 1936 foren confinats al castell de Sant Carles de Palma, Mallorca. El Govern de la Segona República aprofità uns greus incidents entre soldats i membres de partits d'esquerra per fer neteja de conspiradors d'ambdós regiments. Al castell de Sant Carles conegueren al cap de la Falange Española a Mallorca, Alfonso de Zayas, que també estava empresonat i que els posà amb contacte amb els militars que s'havien d'aixecar contra la República. Quan es produí el pronunciament militar del 18 de juliol de 1936, aquests militars es posaren a les ordres dels avalotats. Participà en la formació de les milícies falangistes i en la repressió de membres i simpatitzants del Front Popular (detencions il·legals, tortures i assassinats). També participà en la defensa contra el desembarcament de Mallorca de forces republicanes l'agost de 1936, comandant una columna a la zona de Son Servera.
Després d'uns mesos a Mallorca retornà a la península destinat al Regiment de Caçadors Calatrava. El gener de 1937 fou ferit greu al front de Madrid i el març ascendit a capità. El 1941 l'ajuntament de Palma, presidit pel batle José Oleza de España li concedí, juntament amb el també militar Francisco Gómez-Jordana Prats, la medalla d'argent de la ciutat pel seu "heroic comportament el 18 de juliol de 1936". El 1966 era tinent coronel i cap del Centro de Entrenamiento Equestre de la Escuela de Aplicación y Equitación del Ejército. El 1969 era coronel, cap del Regiment Cuirassat Espanya núm. 11, i fou president del consell de guerra que jutjà al membre d'ETA Andoni Arrizabalaga, i que condemnà a mort. El 1970 presidí el consell de guerra de Burgos contra 16 membres d'ETA per l'assassinat de l'inspector de policia Melitón Manzanas, cap de la Brigada Político-Social de Guipúscoa, alguns dels quals foren condemnats a mort. El 1972 fou ascendit a general de brigada.